# Reham Yacoub
Reham Yacoub, en árabe: ريهام يعقوب‎ (Irak, 1991-Basora, 19 de agosto de 2020) fue una activista y médica iraquí. Fue asesinada, a tiros, en la ciudad de Basora por personas que dispararon al coche en el cual viajaba. Yacoub era especialista en nutrición en el Hospital Público de Basora.

## Activismo
Fue activista en varias protestas desde 2018 y lideró varias marchas de mujeres. Se unió a voces en el país que exigían empleo juvenil, mejor infraestructura y acceso a electricidad y agua potable, por lo que recibió amenazas de las milicias. En especial fue activista en apoyo de las manifestaciones que se iniciaron en octubre en varios puntos del país y que se sucedieron durante meses. Ofreció atención médica a los heridos en los enfrentamientos entre los manifestantes y las fuerzas de seguridad durante las protestas, que fueron especialmente fuertes en esa zona meridional y en Bagdad, donde asesinaron al historiador Hisham al-Hashimi.